# Tirat Carmel
Tirat Carmel (em hebraico:  טִירַת כַּרְמֶל), é uma cidade israelita do distrito de Haifa, com 18.700 habitantes. Esta zona já foi habitada por romanos, otomanos e britânicos.

## Geminações
Tirat Carmel possui as seguintes cidades-gémeas:
- Maurepas, Yvelines, França
- Monheim am Rhein, Alemanha

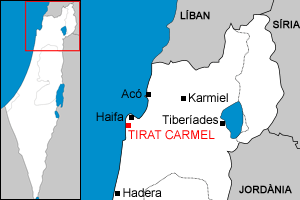
Localização de Tirat Carmel